# Antorchis urna
Antorchis urna är en plattmaskart. Antorchis urna ingår i släktet Antorchis och familjen Fellodistomatidae. Inga underarter finns listade i Catalogue of Life.